# In Search of Truth
In Search of Truth är det tredje studioalbumet av det svenska progressiva metal-bandet Evergrey. Albumet utgavs 2001 av det tyska skivbolaget InsideOut Music.

## Låtlista
1. "The Masterplan" – 4:46
2. "Rulers of the Mind" – 5:58
3. "Watching the Skies" – 6:16
4. "State of Paralysis" – 2:14
5. "The Encounter" – 4:38
6. "Mark of the Triangle" – 6:23
7. "Dark Waters" – 6:03
8. "Different Worlds" – 5:29
9. "Misled" – 6:00

Text och musik: Evergrey

## Medverkande
Musiker (Evergrey-medlemmar)
- Tom S. Englund – gitarr, sång
- Patrick Carlsson – trummor
- Michael Håkansson – basgitarr
- Sven Karlsson – keyboard
- Henrik Danhage – gitarr

Bidragande musiker
- Carina Englund – sång
- Mercury Choir – kör

Produktion
- Andy LaRocque – producent, ljudtekniker, ljudmix
- Tom S. Englund – producent
- Kristian "Rizza" Isaksson – tekniker
- Göran Finnberg – mastering
- Mattias Norén – omslagskonst
- Kenneth Johansson – foto